# Preobraschenskaja (Wolgograd)
Preobraschenskaja (russisch Преображе́нская) ist eine Staniza in der Oblast Wolgograd in Russland mit 5533 Einwohnern (Stand 14. Oktober 2010).

## Geographie
Der Ort liegt etwa 250 km Luftlinie nordnordwestlich des Oblastverwaltungszentrums Wolgograd am linken Ufer des linken Chopjor-Nebenflusses Busuluk.
Preobraschenskaja ist Verwaltungszentrum des Rajons Kikwidsenski sowie Sitz der Landgemeinde Preobraschenskoje selskoje posselenije, zu der außerdem die zwei Weiler (chutor) Lestjuchin (11 km südwestlich) und Schirjajewski (3 km südwestlich) gehören.

## Geschichte
Die Staniza entstand 1851 im Rahmen einer Landneuordnung im Land des Don-Heeres (ab 1870 als Oblast des Don-Heeres bezeichnet). Innerhalb dieses gehörte sie zum nördlichsten Okrug Chopjorski (mit Sitz in der gut 75 km westlich gelegenen Staniza Urjupinskaja). Der Ortsname ist von Preobraschenije abgeleitet, dem russisch-orthodoxen Begriff für Verklärung.
In der sowjetischen Periode wurde Preobraschenskaja nach mehreren administrativen Umgestaltungen am 23. Juni 1928 Verwaltungssitz eines neu geschaffenen Rajons. 1936 erhielt der Ort den Status eines Dorfes (selo) und wurde in Kikwidse umbenannt, nach dem Revolutionär und Divisionskommandeur der Roten Armee Wassili Kikwidse (1895–1919), der während des Russischen Bürgerkriegs bei einem 25 km nordwestlich gelegenen, bis heute ebenfalls nach ihm benannten Weiler ums Leben kam. Entsprechend wurde auch der Rajon umbenannt. Am 25. Februar 1960 wurde das Dorf Kikwidse mit einigen nahen Ansiedlungen zusammengeschlossen und erhielt den Status einer Siedlung städtischen Typs. Seit 11. Dezember 1997 ist der Ort wieder Staniza unter dem ursprünglichen Namen; die Bezeichnung des Rajons wurde jedoch beibehalten.

### Bevölkerungsentwicklung
| Jahr | Einwohner |
| ---- | --------- |
| 1897 | 1966      |
| 1939 | 2604      |
| 1959 | 2308      |
| 1970 | 3840      |
| 1979 | 4423      |
| 1989 | 5135      |
| 2002 | 5463      |
| 2010 | 5533      |

Anmerkung: Volkszählungsdaten

## Verkehr
Preobraschenskaja liegt an der Regionalstraße 18K-6, die den Nordwesten der Oblast erschließt, von östlich benachbarten Rajonzentrum Jelan kommend weiter über Nowoanninski und Alexejewskaja zur Grenze der Oblast Rostow, dort weiter in Richtung Kasanskaja – föderale Fernstraße M4 Don. Beim etwa 35 km entfernten südwestlich benachbarten Rajonzentrum Nowoanninski wird die föderale Fernstraße R22 Kaspi (Kaschira bei Moskau – Astrachan) gekreuzt; dort befindet sich auch die nächstgelegenen Bahnstation Filonowo an der Strecke (Moskau –) Grjasi – Wolgograd.